# Romain Beaud
Romain Beaud (* 24. Mai 1995) ist ein Schweizer Unihockeyspieler. Er steht beim 2. Liga-Vertreter UHC Corcelles-Cormondrèches unter Vertrag.

## Karriere
Beaud begann seine Karriere beim FSG Corcelles-Cormondrèche. 2012 wechselte er in die Nachwuchsabteilung des SV Wiler-Ersigen. Beaud spielte bis im Frühjahr 2015/16 beim SV Wiler-Ersigen. 2013 gewann er mit der U18-Mannschaft und 2016 mit der U21-Mannschaft die Schweizer Meisterschaft. Nach der Saison 2016/17 wechselte er in die 1. Liga Grossfeld zum TSV Unihockey Deitingen.
Nach nur einer Saison verliess der Verteidiger den TSV Unihockey Deitingen zum Nationalliga-A-Verein UHC Thun. In seiner ersten Saison kam er 24 Mal für die Thuner zum Einsatz. Während der Saison 2018/19 wurde er mit einer Doppellizenz an den Nationalliga-B-Vertreter Unihockey Langenthal Aarwangen verliehen. Auf die Saison 2019/20 wechselte er definitiv zu Unihockey Langenthal Aarwangen.